# Xbox (програма)
Програма Xbox – це програма для Windows 8, Windows 10, Windows 11, Android, iOS і Tizen . Він діє як супутня програма для відеоігрових консолей Xbox, надаючи доступ до мережевих функцій спільноти Xbox, дистанційне керування, а також функції другого екрана (раніше під брендом SmartGlass) із вибраними іграми, програмами та вмістом.
У Windows 10 програма додатково служить засобом запуску комп’ютерних ігор, установлених на пристрої (включаючи ігри, отримані з Microsoft Store, Bethesda.net, Battle.net, Steam, GOG.com, Epic Games Store, Humble Bundle, Origin і Ubisoft Connect), забезпечував доступ до функцій запису екрану системи та трансляцію ігор з консолі Xbox One у локальній мережі.
Під час E3 2019 існуючу версію програми Xbox для Windows 10 було перейменовано на Xbox Console Companion, а також було представлено нову програму Xbox у бета-версії. Ця програма більш конкретно орієнтована на комп’ютерні ігри, слугуючи інтерфейсом для ігор, що розповсюджуються в Microsoft Store, і клієнтом для PC Game Pass.

## Особливості
За допомогою програми користувачі можуть отримувати доступ до своєї стрічки активності, друзів і повідомлень Xbox Live, керувати своєю вечіркою, переглядати збережені кліпи Game DVR, переглядати OneGuide і переглядати свої досягнення. Деякі ігри та програми можуть забезпечувати інтеграцію другого екрана через програму, відображаючи додатковий вміст. Додаток також можна використовувати як пульт дистанційного керування для консолі.  
Версія Xbox Console Companion для Windows 10 дозволяє користувачам транслювати ігри з консолі Xbox One через локальну мережу, а також має можливість переглядати та редагувати записи Game DVR з консолі Xbox One. Він також служить інтерфейсом для комп’ютерної версії Game DVR на підтримуваному апаратному забезпеченні (параметри ігрового DVR було переміщено в програму «Параметри» у Windows 10 версії 1703)  і має дисплей бібліотеки для ігор, установлених на пристрої, наприклад, отримані через Microsoft Store, Bethesda.net, Battle.net, Steam, GOG.com, Epic Games Store, Humble Bundle, Origin і Ubisoft Connect.   
14 вересня 2021 року в додаток було додано підтримку Xbox Cloud Gaming, а також Remote Play з консолей Xbox 